# Enicospilus lancasteri
Enicospilus lancasteri là một loài tò vò trong họ Ichneumonidae.